# Thiên Đàn (chòm sao)
Chòm sao Thiên Đàn 天壇, hay còn gọi là Tế Đàn 祭壇, (tiếng La Tinh: Ara) là một chòm sao nhỏ ở nửa thiên cầu nam, có thể dễ tìm thấy giữa chòm sao Thiên Hạt và Nam Tam Giác.

## Thiên thể
Các thiên thể đáng quan tâm
- Sao biến đổi kiểu Mira U Arae
- Cụm sao cầu NGC 6397, NGC 6352, NGC 6362
- Cụm sao mở NGC 6193